# Smiley (film)
Smiley to amerykański film fabularny z 2012 roku, napisany i wyreżyserowany przez Michaela J. Gallaghera. W filmie w rolach głównych wystąpili Caitlin Gerard, Melanie Papalia, Andrew James Allen. Keith David i Roger Bart. Premiera obrazu miała miejsce 12 października 2012.

## Obsada
- Caitlin Gerard − Ashley
- Melanie Papalia − Proxy
- Shane Dawson − Binder
- Andrew James Allen − Zane
- Liza Weil − dr. Jenkins
- Toby Turner − Mark
- Roger Bart − profesor Clayton
- Keith David − Diamond